# Pulsometr

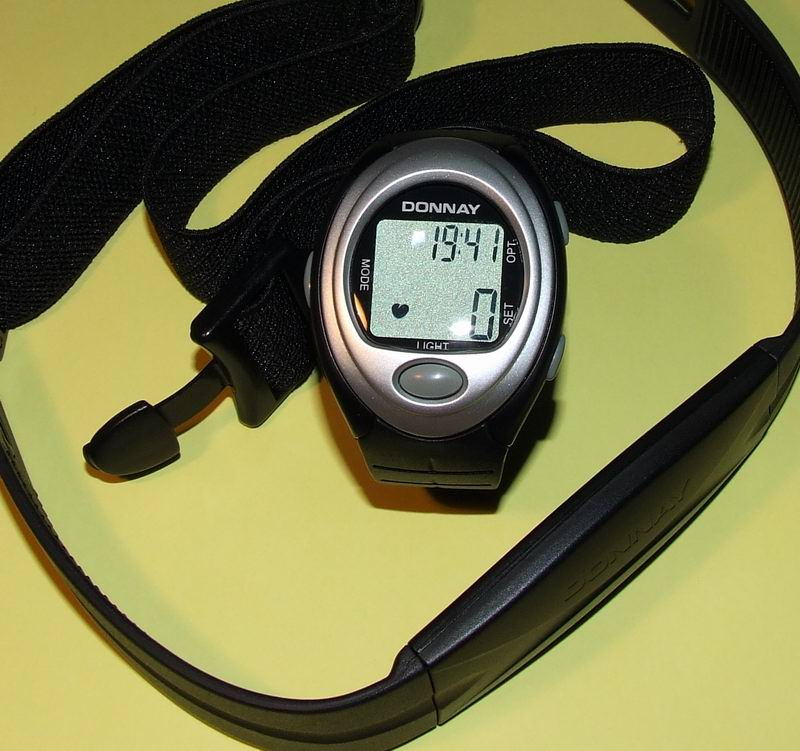
Pulsometr marki Donnay

Pulsometr – urządzenie monitorujące pracę serca. Pulsometry używane są bardzo często przez sportowców uprawiających sporty wytrzymałościowe.
Zazwyczaj w skład pulsometru wchodzą:
- odbiornik ("zegarek") – część podobna do zwykłego zegarka, którą można założyć na rękę, rakietę tenisową lub kierownicę roweru. Zegarek wskazuje aktualny puls. Często urządzenie posiada także inne funkcje, takie jak: liczenie kalorii, stoper, zegarek.
- czujnik – zakładany na wysokości piersi, ma za zadanie odczytywać puls i przesyłać go do odbiornika.

W sprzedaży dostępne są także pulsometry posiadające czujnik w pasku odbiornika, w tym wypadku puls mierzony jest na ręce.

Przeczytaj ostrzeżenie dotyczące informacji medycznych i pokrewnych zamieszczonych w Wikipedii.